# Станков шоп
Станков шоп е бивше село в Егейска Македония, Гърция, на територията на дем Нестрам, област Западна Македония.

## География
Селото е било разположено на два километра югозападно от днешното село Гръче.

## История
Село Станков шоп е било малко българско село, изоставено в размирното време в края на XVIII век при конфликта на Али паша Янински и други албански феодали с централната власт. Жителите му са отведени от Али паша в Епир.